# Trichosetodes angustipennis
Trichosetodes angustipennis är en nattsländeart som först beskrevs av Martynov 1936.  Trichosetodes angustipennis ingår i släktet Trichosetodes och familjen långhornssländor. Inga underarter finns listade i Catalogue of Life.